# هیرویوکی اوباتا
هیرویوکی اوباتا (انگلیسی: Hiroyuki Obata؛ زادهٔ ۳۱ مارس ۱۹۶۹) ورزشکار و کشتی‌گیر اهل ژاپن است. او در بازی‌های المپیک تابستانی ۱۹۸۸ در وزن ۱۳۰ کیلوگرم کشتی آزاد به رقابت پرداخت.